# Parascylliidae
Famille
Synonymes
- Parascyllidae Gill, 1862[1]
- Parascylliidae[1]

Les requins-carpette ou Parascyllidae sont une famille de petits requins, de l'ordre des Orectolobiformes.

## Liste des genres et espèces
D'après World Register of Marine Species (10 aout 2025) : 
- genre Cirrhoscyllium Smith & Radcliffe, 1913
  - Cirrhoscyllium expolitum Smith & Radcliffe, 1913 - Requin carpette à moustaches
  - Cirrhoscyllium formosanum Teng, 1959 - Requin carpette chien
  - Cirrhoscyllium japonicum Kamohara, 1943 - Requin-carpette chat
- genre Parascyllium Gill, 1862
  - Parascyllium collare Ramsay & Ogilby, 1888 - Requin carpette à collerette
  - Parascyllium elongatum Last & Stevens, 2008
  - Parascyllium ferrugineum McCulloch, 1911 - Requin carpette roux
  - Parascyllium sparsimaculatum T.Goto, 2002
  - Parascyllium variolatum A.H.A.Duméril, 1853 - Requin carpette à collier

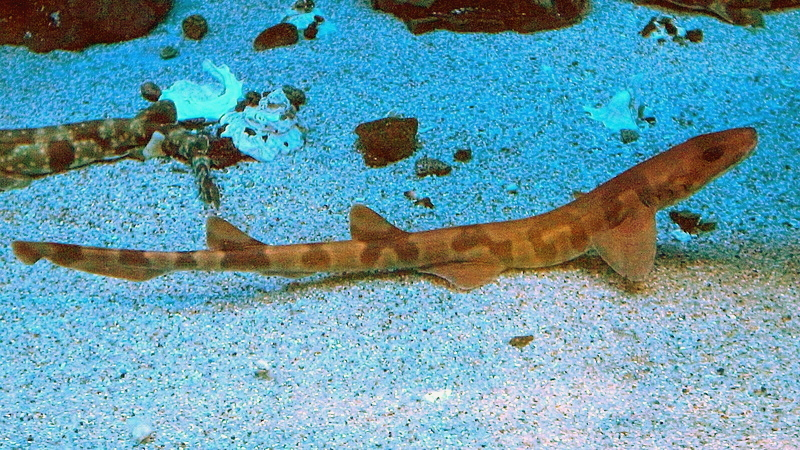
Cirrhoscyllium japonicum
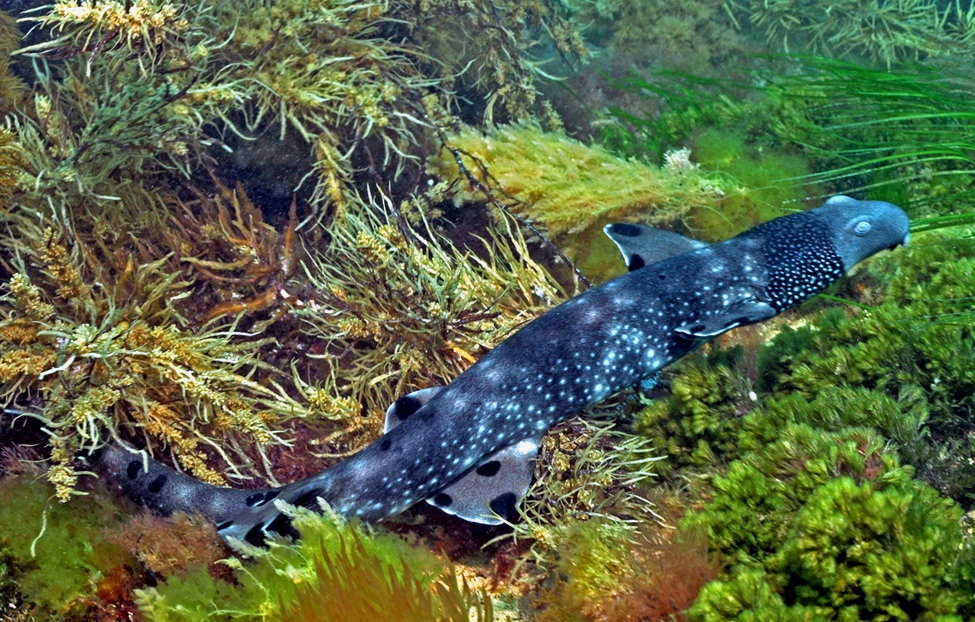
Parascyllium variolatum